# ヴー・ビン
ヴー・ビン（ベトナム語：Vũ Bình / 武平、1961年11月15日 - ）は、ベトナムの外交官、大使。ハノイでの本省勤務、インドやアメリカ合衆国、ギリシャでの在外勤務を経て、2019年5月から2022年10月にかけて在福岡総領事。ベトナム外務省所属外交学院大学卒、ブラッドフォード大学大学院で国際開発研究に関する修士課程を修了。ベトナム民主共和国（北ベトナム）ニンビン省出身。母語のベトナム語のほか、英語とフランス語に堪能。既婚、二児の父。

## 経歴
- 1984年 - 1988年：ベトナム外務省フォーリンプレスセンター職員[1]
- 1988年 - 1991年：在インドベトナム大使館随員大使秘書[1]
- 1992年 - 1996年：ベトナム外務省フォーリンプレスセンター職員[1]
- 1996年 - 1997年：ベトナム外務省フォーリンプレスセンター上級職員[1]
- 1997年 - 2000年：ベトナム外務省翻訳通訳国家センター副所長[1]
- 2000年 - 2004年：在アメリカ合衆国ベトナム大使館（英語版）参事官[1]
- 2005年 - 2006年：ベトナム友好諸組織連合会 ベトナム・アメリカ協会理事会委員[1]
- 2007年 - 2010年：ベトナム外務省在外ベトナム人国家委員会 情報文化局副局長[1]
- 2010年 - 2011年：在ギリシャベトナム大使館開設交渉団団長公使臨時代弁者[1]
- 2011年 - 2014年：在ギリシャベトナム大使館特命全権大使（信任状捧呈は2011年6月20日[2]）[1]
- 2014年12月：「生涯大使」外交称号受賞[1]
- 2014年 - 2019年4月：ベトナム外務省文化外交ユネスコ局副局長[1]
- 2018年 - ：ユネスコベトナム国家委員会副事務総長[1]
- 2019年5月 - 2022年10月：在福岡ベトナム総領事[1][3]